# Aralosaurus
 Aralosaurus  („Echse vom Aralsee“) war eine Gattung ornithopoder Dinosaurier aus der formenreichen Gruppe der Hadrosaurier, die während der Oberkreide (spätes Campanium) vor ca. 76 und 72 Millionen Jahren existierte. Einzige beschriebene Art ist Aralosaurus tuberiferus. 

## Funde
Fossilien der Gattung wurden in der Beleutinsk-Formation in Zentralkasachstan in der Nähe des Aralsees gefunden. Der Holotyp mit der Katalognummer 2229/1 ist ein teilweise erhaltener Schädel. Im selben Horizont, in dem der Holotyp gefunden wurde, fanden sich auch einige Wirbel, Gliedmaßenknochen und einzelne Zähne, die wahrscheinlich zu verschiedenen Exemplaren gehörten. Die Zähne sind allerdings mit denen des Holotyps identisch und somit kann man annehmen das auch die übrigen Knochen zu Aralosaurus gehörten. Außerdem wurde noch der hintere Teil einer sehr kleinen rechten Unterkieferhälfte gefunden, die 4,5 Zentimeter lang und 3 Zentimeter hoch ist und zu einem sehr jungen Exemplar gehören muss.

## Merkmale
Der Schädel ist im Bereich des Jochbeins mäßig weit. Das nur teilweise erhaltene Nasenbein steigt in einem fast rechten Winkel auf und bildet dann einem abwärts gerichteten Bogen. Das Stirnbein bildet einen sehr kleinen Teil der knöchernen Augenhöhle. Das Tränenbein ist sehr groß. Eine elliptische Fontanelle begrenzt Nasenbein und Stirnbein. Die Augenhöhle ist größer als das Infratemporalfenster und hat die Form eines fast runden Ovals. Die Fenestra supratemporalis ist klein. Das hintere Ende der Ossa postorbitalia enden in drei Spitzen. Das Os Quadratum ist oberseits gebogen. Das Maxillare ist kurz und hoch, die Prämaxillare nicht erhalten. Der Oberkiefer hatte eine sehr breite Spitze und enthielt ungefähr 30 Zahnreihen. Auf dem vorderen und dem hinteren Rand jedes Zahns befanden sich etwa 20 kleine Höcker. Die Zähne des Unterkiefers hatten eine zusätzliche Höckerreihe.
Vergleicht man die Schädellänge von 65 Zentimeter mit der anderer Hadrosaurier, so muss Aralosaurus etwa 6,5 Meter lang gewesen sein und war damit ein mittelgroßer Hadrosaurier. Der Schädel könnte allerdings einem Jungtier gehört haben, da die Knochennähte noch nicht vollständig zusammengewachsen sind.

## Systematik
Aralosaurus gehört innerhalb der Hadrosaurier zur Unterfamilie Lambeosaurinae. Er steht Carnadia und Jaxartosaurus nahe. Von Bactrosaurus unterscheidet er sich durch die Form des Nasenbeins, die kleinere Fenestra supratemporalis, dem kurzen, hohen Kiefer und in der Anzahl der Zähne. Unterschiede zu Lophorhothon sind die kleine Fenestra supratemporalis und die schmale Fenestra infratemporalis und die größere Anzahl der Zähne.